# Мехреньгин, Анатолий Фёдорович
Анато́лий Фёдорович Мехре́ньгин (21 июля 1916, Архангельск, Архангельская губерния, Российская империя — 22 января 1986 года, там же) — работник целлюлозно-бумажной промышленности, старший варщик целлюлозы Соломбальского ЦБК города Архангельска. Герой Социалистического Труда (1966).

## Биография
Анатолий Мехреньгин родился 21 июля 1916 года в Архангельске. По национальности русский. Его отец, Фёдор Мехреньгин, работал варщиком целлюлозы, что стало примером для будущей рабочей жизни сына. Трудовую деятельность начал в возрасте 13-ти лет, работая погонщиком лошадей на строительстве крупнейшего в стране лесозавода № 16-17 имени В. М. Молотова.
В 1935 году Анатолий Фёдорович пришёл работать на Соломбальский сульфат-целлюлозный завод (ныне — ОАО «Соломбальский ЦБК»), с которым была связана вся его последующая трудовая деятельность. Здесь он вырос до высококвалифицированного варщика целлюлозы, новатора производства.
31 октября 1935 года он был участником первой варки целлюлозы на СЦБК. В 1936 году на комбинате пустили в строй первую очередь с огромными недоделками, главным из которых явилось отсутствие цеха регенерации. Из-за этого, после каждой варки три-четыре тонны каустической соды приходилось выбрасывать прямо в болото. Именно поэтому, производительность завода в 1936 году стабильно отставала от проектируемой.
В годы Великой Отечественной войны, Анатолий Фёдорович в составе 4-го и 5-го дивизиона эсминцев Балтийского флота командовал торпедными аппаратами на эскадренных миноносцах «Суровый», «Страшный» и «Славный».
После окончания войны вернулся на комбинат. В 1945 году вступил в ВКП(б) (с 1952 года — КПСС). В 1958 году постановлением Архангельского совнархоза лесозаводы № 16-17 и Соломбальский целлюлозно-бумажный комбинат были объединены в целостный промышленный комплекс — Соломбальский бумажно-деревообрабатывающий комбинат (БДК).
По воспоминаниям очевидцев, Анатолий Мехреньгин был настоящим трудягой, достойным продолжателем родовой заводской традиции, начатой его отцом.
17 сентября 1966 года, указом Президиума Верховного Совета СССР, за выдающиеся успехи в выполнении семилетнего плана, развития лесной и деревообрабатывающей промышленности, Анатолию Фёдоровичу Мехреньгину было присвоено звание Героя Социалистического Труда.
Избирался депутатом Архангельского областного Совета депутатов трудящихся. Делегат XXIV съезда КПСС (1971).
Анатолий Фёдорович скончался 22 января 1986 года, в Архангельске. Похоронен на Маймаксанском кладбище.

## Семья
Отец Анатолия Фёдоровича — Федор Мехреньгин, имел пятеро сыновей и дочь. Сыновья Виктор и Павел не вернулись с Великой Отечественной войны, а вот Иван, Николай и Анатолий уцелели. Династия Мехреньгиных неразрывно связана с Соломбальским ЦБК, практически все её представители трудились в стенах комбината.
В 1946 году Анатолий Мехреньгин взял в жены Анфису Фёдоровну, от брака с которой у него было трое детей:
- Виктор — связал свою жизнь с морем
- Владимир — работал электромонтером на Соломбальском ЦБК
- Надежда — также работница комбината, вышла замуж за Дмитрия Павловича Муравьева, от которого родила двоих сыновей, близнецов Сергея и Александра. Оба они работали в варочном цехе комбината.

## Награды
- Герой Социалистического Труда (1966)
- Орден Ленина (17 сентября 1966)
- Орден Красной Звезды
- Орден Отечественной войны 2-й степени (11 марта 1985)
- медали